# L.D. 50
L.D. 50 è il primo album in studio del gruppo musicale statunitense Mudvayne, pubblicato il 22 agosto 2000 dalla Epic Records.

## Produzione
L.D. 50 è stato prodotto da Garth "GGGarth" Richardson mentre della produzione esecutiva se ne sono occupati Steve Richards e il percussionista degli Slipknot Shawn "Clown" Crahan. La Epic Records era all'inizio intenzionata a promuovere la band senza focalizzare sulla sua immagine, e i primi materiali promozionali spesso vedevano la presenza di un logo sulle copertine piuttosto che le fotografie del gruppo. Tuttavia, l'apparenza del gruppo, insieme ad altrettanti videoclip, contribuirono ad aumentare il seguito dell'album.
Stando alle dichiarazioni della band, la produzione dell'album è stata particolarmente intensa e movimentata. Il batterista Matt McDonough disse: «Abbiamo lavorato in fretta e in furia, e alcuni degli ingegneri del suono che sono stati con noi non hanno dormito per giorni. È stato tutto portato avanti a ritmi molto, ma molto intensivi. Non abbiamo neanche festeggiato. Eravamo a Vancouver per registrare e non abbiamo avuto la possibilità di visitare la città; siamo stati lì e abbiamo solamente lavorato. È stato tutto veramente intenso, e Garth ha preso le redini della situazione.». mentre il cantante Chad Gray affermò: «Realizzare quest'album è stata una follia. Solamente lavoro e basta! C'erano anche delle canzoni che avevo tralasciato, sulle quali non mi ci sono più concentrato sopra fino a quando siamo arrivati in studio, il che non è stata una grande idea, considerando il fatto che il tempo e le risorse economiche a nostra disposizione erano molto limitati. Ho scritto 'Pharmaecopia' e 'Nothing to Gein' nell'ultima sera in studio, prima che i nastri venissero spediti a New York per essere mixati. La pressione era davvero incredibile.».

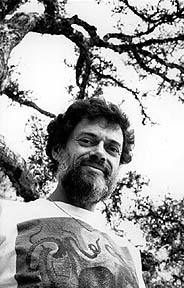
Diverse tracce dell'album includono spezzoni di Terence McKenna.

### Musica e testi
L.D. 50 può essere considerato un disco rappresentante di quello stile musicale chiamato "math metal". La musica dei Mudvayne presenta influenze death metal, hardcore punk, fusion jazz, world, rap e speed metal. Lo stile musicale di L.D. 50 è stato definito come heavy metal, alternative metal e nu metal. La rivista Spin ha presentato invece la musica dell'album come "future-prog".
Durante il processo di scrittura, i membri della band hanno accoppiato i riff con i testi, stando a quello che Matt McDonough ha presentato come un "simbolismo numerico". Secondo quanto riportato da McDonough, quando lui e Chad Gray scrissero il testo di "Nothing to Gein", Greg Tribbett suonò un riff alternato a barre di 4 e 5. Il motivo è che il numero 9 è un numero lunare, e McDonough sentì che il riff sarebbe stato ideale per il testo della canzone, che parla del serial killer e profanatore di tombe Ed Gein, le cui azioni vennero associate da McDonough al concetto dell'attività notturna. La storia di Gein attirò l'attenzione di McDonough e Gray mentre questi stavano sfogliando un libro di criminologia. Riguardo a Gein, McDonough disse "Sembrò così impossibile [per Gein] fare un salto nel mainstream. Lo trovo così emozionante dal dover vedere un'umanità in lui".
Il titolo dell'album fa riferimento al termine medico usato dai chimici per riferirsi alla dose richiesta per uccidere la metà degli esseri viventi di una popolazione campione presa in esame. Un collage sonoro intitolato "L.D. 50", composto e registrato da MjDawn, appare nell'album sotto forma di una sequenza di interludi. La traccia completa è presente come bonus track dell'album The Beginning of All Things to End, ripubblicazione del 2001 dalla Epic Records dell'EP autoprodotto Kill, I Oughtta del 1997. L'album include anche spezzoni audio distorti a cui ha dato voce il filosofo statunitense Terence Mckenna, che morì durante il periodo di realizzazione dell'album.

### Influenze
I Mudvayne sono stati influenzati da artisti heavy metal, metal estremo, industrial e progressive rock come Tool, Obituary, Devin Townsend, Faith No More, Emperor, Pantera, Alice in Chains, Voivod, Skinny Puppy, King Crimson, Porcupine Tree e primi Metallica. La prima traccia dell'album, "Monolith", si riferisce al film di Stanley Kubrick 2001: Odissea nello spazio. La band ha dichiarato di essere stata influenzata dalla visione di questo film durante la realizzazione di L.D. 50. Il cantante Chad Gray guardò il film ben 30 volte nell'arco di tre mesi. Riguardo al film, Gray disse "A un certo punto arrivai a guardarlo per 4 giorni di seguito. Non riuscii a dire mai basta. Ce l'ho in DVD, l'ho messo in riproduzione con le cuffie inserite nel mio computer, e ho solamente ascoltato il film visualizzandolo nella mia testa."

## Tracce
Testi e musiche di Chad Gray, Ryan Martinie, Greg Tribbett e Matthew McDonough.
1. Monolith – 1:52
2. Dig – 2:43
3. Internal Primates Forever – 4:25
4. -1 – 3:58
5. Death Blooms – 4:52
6. Golden Ratio – 0:54
7. Cradle – 5:14
8. Nothing to Gein – 5:29
9. Mutatis Mutandis – 1:43
10. Everything and Nothing – 3:14
11. Severed – 6:33
12. Recombinant Resurgence – 2:00
13. Prod – 6:03
14. Pharmaecopia – 5:34
15. Under My Skin – 3:47
16. (K)now F(orever) – 7:06
17. Lethal Dosage – 2:59

## Formazione
- Kud – voce
- Gurrg – chitarra, voce
- Spag – batteria
- Ryan – basso

## Classifiche
| Classifica (2000) | Posizione massima |
| ----------------- | ----------------- |
| Stati Uniti       | 85                |